# عمر إدواردز
عمر إدواردز (بالإنجليزية: Omar Edwards)‏ هو مدرب كرة قدم جامايكي، ولد في 30 مايو 1980.